# Nagy-Hideg-hegy
Le Nagy-Hideg-hegy (hongrois : Nagy-Hideg-hegy [ˈnɒɟhidɛghɛɟ]), culminant à 864 m d'altitude, est un sommet du massif du Börzsöny dans les Carpates occidentales en Hongrie.